# Juni 2023
Portal Geschichte | Portal Biografien | Aktuelle Ereignisse | Jahreskalender | Tagesartikel

◄ |
20. Jahrhundert |
21. Jahrhundert

◄ |
1990er |
2000er |
2010er |
2020er
| 2030er | 2040er

◄ |
2019 |
2020 |
2021 |
2022 |
2023
| 2024 | 2025 | 2026 | 2027 | ►

◄ |
März 2023 |
April 2023 |
Mai 2023 |
Juni 2023 |
Juli 2023 |
August 2023 |
September 2023 |
►
Dieser Artikel behandelt tagesbezogene Nachrichten und Ereignisse im Juni 2023.

## Tagesgeschehen

### Donnerstag, 1. Juni 2023
- Bulboaca/Republik Moldau: Auf Schloss Mimi findet ein Gipfeltreffen der Europäischen Politischen Gemeinschaft statt.

### Freitag, 2. Juni 2023
- Singapur: 20. Shangri-La-Dialog (bis 4. Juni)

### Samstag, 3. Juni 2023
- Berlin/Deutschland: Im Berliner Olympiastadion gewinnt RB Leipzig das DFB-Pokalfinale mit 2:0 gegen Eintracht Frankfurt und verteidigt somit seinen Titel aus dem Vorjahr.
- Eindhoven/Niederlande: Im Philips Stadion besiegt der Vorjahresfinalist FC Barcelona den VfL Wolfsburg mit 3:2 und gewinnt damit die UEFA Women’s Champions League.

### Sonntag, 4. Juni 2023
- Bissau/Guinea-Bissau: Parlamentswahl
- Mannheim/Deutschland: Rot-Weiss Köln gewinnt durch einen 3:2-Erfolg beim Mannheimer HC seinen 11. Titel im Feldhockey sowie die dritte Meisterschaft in Folge.

### Dienstag, 6. Juni 2023
- Kuwait/Kuwait: Parlamentswahl
- Nowa Kachowka/Ukraine: Das Wasserkraftwerk Kachowka und der Staudamm des Kachowkaer Stausees werden – vermutlich nach einer Sprengung – teilweise zerstört, was am Unterlauf des Dnepr zu großflächigen Überschwemmungen führt.
- Sofia/Bulgarien: Rund zwei Monate nach der Parlamentswahl in April 2023 wird eine Regierung mit Nikolaj Denkow als Ministerpräsident gebildet.

### Mittwoch, 7. Juni 2023
- Nürnberg/Deutschland: Beginn des 38. Deutschen Evangelischen Kirchentags (bis 11. Juni)
- Prag/Tschechien: In der Fortuna Arena siegt West Ham United mit 2:1 gegen die AC Florenz und gewinnt damit die UEFA Europa Conference League 2022/23.

### Donnerstag, 8. Juni 2023
- Luxemburg/Luxemburg: Die Innenminister der EU-Mitgliedsstaaten beschließen eine deutliche Verschärfung ihrer Asylgesetze.
- Ukraine: Im Krieg mit Russland beginnen die ukrainischen Streitkräfte eine erneute Gegenoffensive.

### Freitag, 9. Juni 2023
- London/Vereinigtes Königreich: Der Oberste Gerichtshof des Vereinigten Königreichs lehnt die Berufung von Julian Assange gegen dessen Auslieferung an die USA ab.

### Samstag, 10. Juni 2023
- Ted Kaczynski ist im Alter von 80 Jahren im Gefängnis verstorben.
- Havanna/Kuba: In der kubanischen Hauptstadt vereinbaren der kolumbianische Präsident Gustavo Petro und die Guerillagruppe „Ejército de Liberación Nacional“ einen bilateralen Waffenstillstand für 180 Tage, der ab dem 3. August gelten soll.
- Istanbul/Türkei: Im Atatürk-Olympiastadion siegt Manchester City mit 1:0 gegen Inter Mailand und gewinnt so die UEFA Champions League 2022/23.

### Sonntag, 11. Juni 2023
- La Plata/Argentinien: Mit einem 1:0-Sieg über Italien gewinnt Uruguay die U-20-Fußball-Weltmeisterschaft.
- Le Mans/Frankreich: Alessandro Pier Guidi, James Calado und Antonio Giovinazzi gewinnen die 91. Auflage des 24-Stunden-Rennen von Le Mans.
- Podgorica/Montenegro: Bei der Parlamentswahl wird die ein Jahr zuvor gegründete Bewegung Evropa sad! (Europe Now!) stimmenstärkste Partei.
- Schottland: Die ehemalige Regierungschefin Nicola Sturgeon wird im Zuge von Ermittlungen gegen ihre Partei SNP wegen Zweckentfremdung von Spenden festgenommen, kommt aber noch am selben Tag wieder frei.
- London/Vereinigtes Königreich: Australien gewinnt das Finale der zweiten ICC World Test Championship gegen Indien mit 209 Runs.

### Montag, 12. Juni 2023
- Denver/Vereinigte Staaten: Die Denver Nuggets gewinnen erstmals die Meisterschaft in der National Basketball Association.[1]
- Europa: Großmanöver „Air Defender 23“ der Luftstreitkräfte von NATO-Staaten und Verbündeten unter Führung der Luftwaffe der Bundeswehr (bis 23. Juni).[2]
- Mailand/Italien: Der italienische Medienmogul und ehemalige Ministerpräsident Silvio Berlusconi stirbt im Alter von 86 Jahren.[3]
- Washington/Vereinigte Staaten: Die US-Regierung kündigt den Wiederbeitritt zur UNESCO an, der im Juli erfolgen soll.

### Mittwoch, 14. Juni 2023
- Ionisches Meer vor Pylos/Griechenland: Am frühen Morgen sinkt das Fischereischiff Andriana mit 700–750 Personen an Bord. Nur 79 Tote und 104 Schiffbrüchige werden geborgen.
- Berlin/Deutschland: Die Bundesregierung beschließt eine Nationale Sicherheitsstrategie.
- Salzburg/Österreich: Nach der Landtagswahl in Salzburg 2023 findet die konstituierende Sitzung der 17. Gesetzgebungsperiode mit Wahl der Landesregierung Haslauer jun. III statt.

### Donnerstag, 15. Juni 2023
- Basel/Schweiz: Eröffnung der Art Basel
- Bratislava/Slowakei: Die neue Expertenregierung unter dem parteilosen Wirtschaftsfachmann Ľudovít Ódor verliert die obligatorische Vertrauensabstimmung im Parlament.
- Bukarest/Rumänien: Marcel Ciolacu wird zum Ministerpräsidenten gewählt.
- Wien/Österreich: Bei der Verleihung der Österreichischen Filmpreise werden Corsage von Marie Kreutzer und Eismayer von David Wagner in jeweils vier Kategorien ausgezeichnet.

### Samstag, 17. Juni 2023
- Berlin/Deutschland: Bundespräsident Frank-Walter Steinmeier eröffnet die Special Olympics World Summer Games 2023.
- London/Vereinigtes Königreich: Die Geburtstagsparade Trooping the Colour findet zum ersten Mal für König Charles III. statt.

### Sonntag, 18. Juni 2023
- Bamako/Mali: Verfassungsreferendum

### Freitag, 23. Juni 2023
- Kassel/Deutschland: Das Unwettertief Lambert verursacht heftige Hagelschäden.
- Russland: Beginn des Aufstands der Gruppe Wagner
- Lindberg/Deutschland: Das Kuratorium Nationalerbe-Baum der Deutschen Dendrologischen Gesellschaft zeichnet eine Weißtanne im Nationalpark Bayerischer Wald zum Nationalerbe-Baum aus.[4]

### Samstag, 24. Juni 2023
- Freetown/Sierra Leone: Parlamentswahl

### Sonntag, 25. Juni 2023
- Guatemala-Stadt/Guatemala: Präsidentschafts- und Parlamentswahl sowie Wahl der nationalen Abgeordneten des Zentralamerikanischen Parlaments und Kommunalwahlen
- Berlin/Deutschland: Abschlussfeier der Special Olympics World Summer Games 2023 am Brandenburger Tor
- Berlin/Deutschland: Eröffnung Pears Jüdischer Campus
- Griechenland: Da es nach der Wahl im Mai zu keiner Regierungsbildung gekommen ist, findet eine erneute Parlamentswahl statt, bei der die Mitte-rechts-Partei Nea Dimokratia die Mehrheit der Sitze gewinnt.

### Montag, 26. Juni 2023
- Athen/Griechenland: Kyriakos Mitsotakis wird einen Tag nach dem Wahlsieg seiner Partei Nea Dimokratia erneut als Premierminister vereidigt.

### Dienstag, 27. Juni 2023
- London/Vereinigtes Königreich: In einer Auktion bei Sotheby’s ersteigert ein unbekannter Bieter aus Hongkong Gustav Klimts Gemälde Dame mit Fächer für die Rekordsumme von umgerechnet 99 Millionen Euro.
- München/Deutschland: Im Volkswagen-Abgasskandal verurteilt das Landgericht München II den früheren Audi-Vorstandsvorsitzenden Rupert Stadler wegen Betrugs zu einer Bewährungsstrafe von einem Jahr und neun Monaten.

### Mittwoch, 28. Juni 2023
- Klagenfurt am Wörthersee/Österreich: Ingeborg-Bachmann-Preis 2023 (bis 2. Juli)
- Brüssel/Europäische Union: Das Europäische Parlament und der Europäische Rat einigen sich auf das von der Europäischen Kommission vorgeschlagene Datengesetz EU Data Act[5]

### Freitag, 30. Juni 2023
- New York City/Vereinigte Staaten: Der UN-Sicherheitsrat beschließt eine letztmalige Verlängerung der Stabilisierungsmission in Mali (MINUSMA) bis zum Jahresende.
- Świnoujście/Polen: Der Swinetunnel, der die Inseln Usedom und Wollin verbindet, wird für den Verkehr freigegeben.
- Wien/Österreich: Die 1703 gegründete Wiener Zeitung erscheint letztmals als gedruckte Ausgabe.